# 気楽に殺ろうよ
- 藤子不二雄（読切） > 藤子・F・不二雄（著作） > SF短編 > 一覧 > 気楽に殺ろうよ

「気楽に殺ろうよ」（きらくにやろうよ）は、藤子不二雄の藤本弘（のちの藤子・F・不二雄）による読み切り漫画作品。1972年（昭和47年）『ビッグコミック』5月10日号に掲載された。単行本では『藤子・F・不二雄 SF短編PERFECT版』第1集に収録。

## あらすじ
冒頭
いつもと変わらない月曜日の朝。いつもの時間に目覚め、いつものように顔を洗い、いつものように新聞の朝刊を取ろうとしたその時、突然背中に刃物で刺されたかのような激痛が走った。5分ほどで発作はおさまったものの、それからいつもどおりではなくなった。
序盤〜中盤
河口は診療室内のベッドに横たわりながら、上記の話を話をしたあとでいったん帰りかけるが、医師に説得され話を続ける。妻に大声で朝食の催促をしたところ「近所に聞こえる」と真っ赤な顔をされたこと。朝食を食べる際に、妻がカーテンを閉めて電気を消すこと。月曜日が休日になっていること。娘が読む絵本にシンデレラと王子のベッドシーンが描かれていること。駅のホームで学生服姿のカップルが自分の赤ん坊をゴミ箱に投げ捨て、ベンチですぐに新しい赤ん坊を作ろうとすること。その直後に河口の友人が、その妻に出刃包丁で惨殺されるが周囲の人間は平然としていること。殺人の権利書を百万円で譲って欲しいという男が家に来たこと。
精神科医は、河口の疑問に対し理路整然とした弁舌で丁寧に回答し、やがて河口はすっかり妄想から開放され妻と帰宅する。
結末
その晩、河口は役職を争っている同僚の海野が自分を殺したがっているという噂を聞き、海野を殺すことを決意する。翌朝、ナイフを見つめながら気合を入れた河口は鼻息を荒くしながら出勤。弁当を手に呼び止める妻の声には気づかず、飲食店が立ち並ぶ駅までの道を歩くのだった。

## 価値観の変わったもの
食欲と性欲
種の保存と繁栄に必要不可欠な性欲は公益的性格を持つが故に罪深いものではなく、むしろ個体の生存にのみ必要不可欠である食欲の方が独善的性格を持ち、罪深く恥ずかしいことである。そのことからすると、性を扱った本を持つことは恥じることではない。そのため、子供用の絵本であるはずのシンデレラが結婚したシーンに、王子とシンデレラが性交をしている描写がある。逆に食事をする行為は家族間でも恥じらいを持って行われ、他人に見せるものではない。作中の精神科医は食事中の場面の写真や8ミリをコレクションしており、乱食パーティーの様子も所有している。
平日と休日
月曜日が休日に、日曜日が平日になっている。
公共交通機関
主人公の知り合いが、切符を値切っている。
殺人
殺人が公認されている。ただし、殺すためには権利書が必要。子供を1人作ると権利書がもらえる。権利書は金銭等で売買することができる。

## 登場人物
河口
主人公。会社員。背中の激痛を機に、周囲がいつもどおりではないという妄想にとらわれる。
河口の妻
夫がおかしくなったと感じ、病院に行くように勧める。
サユリ
河口の娘。河口と一緒に絵本『シンデレラ』を読む。
先生
精神科医。
友人
デートに向かう途中、駅で切符を値切る。となりのみよちゃんとごはんをたべようとして惨殺される。
学生のカップル
体型が父親に似た赤ん坊をゴミ箱に捨てて、新しい子供を作るべく駅のプラットホームで性交しようとしたが、駅員に注意される。
駅員
子供を捨てたカップルに対して、「ちゃんとスペア（次の子供）を作ってから保健所へ電話するのが順序だろ」と注意をする。